# Combustione lenta

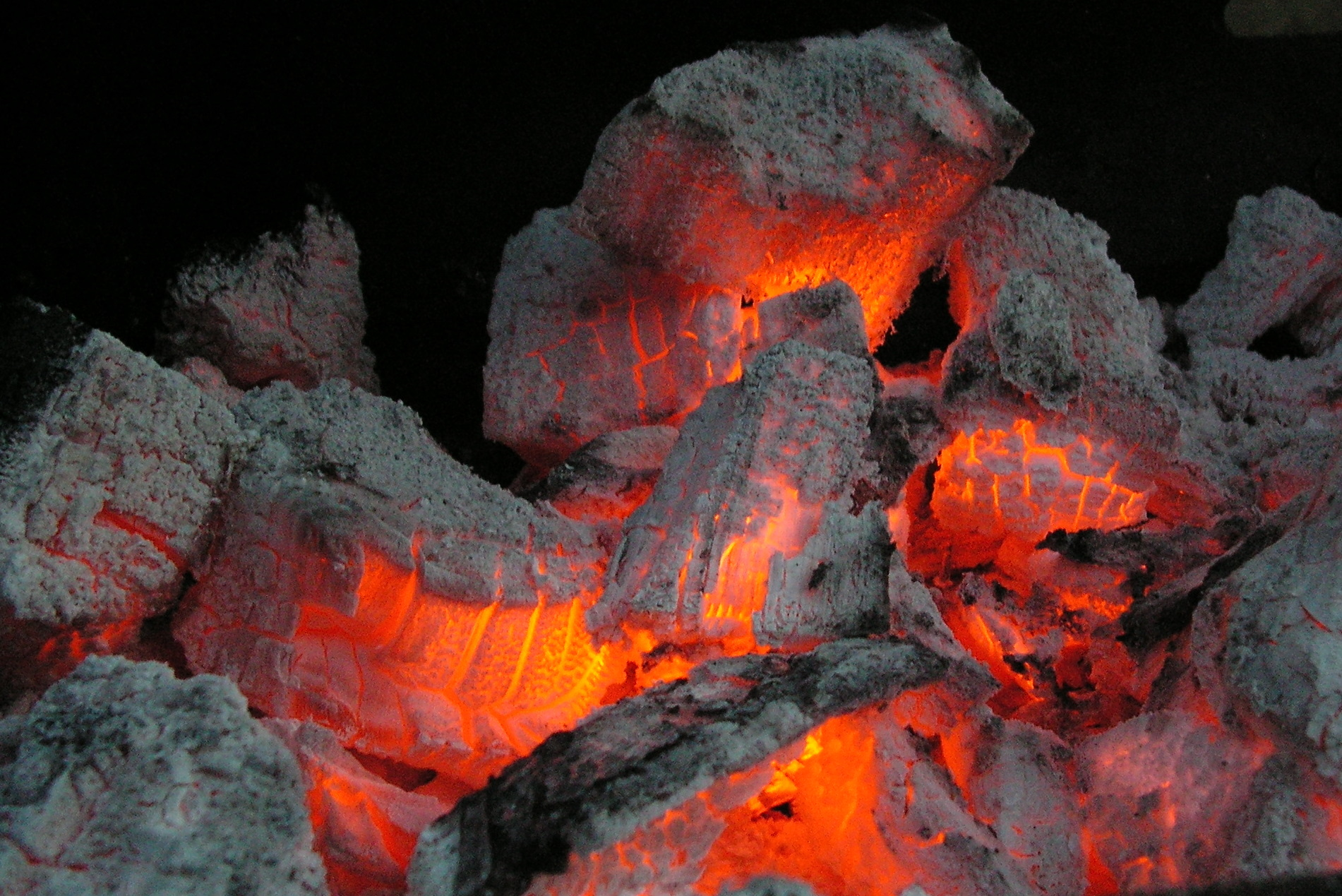
Combustione lenta delle braci di carbone per barbecue

La combustione lenta (o latente) è la forma di combustione lenta e senza fiamma, sostenuta dal calore sviluppato quando l'ossigeno attacca direttamente la superficie di un combustibile in fase condensata . Molti materiali solidi possono sostenere una combustione lenta, inclusi carbone, cellulosa, legno, cotone, tabacco, cannabis, torba, rifiuti vegetali, humus, schiume sintetiche, polimeri carbonizzati inclusa la schiuma di poliuretano e alcuni tipi di polvere . Esempi comuni di fenomeni di combustione lenta sono l'accensione di incendi residenziali su mobili imbottiti da deboli fonti di calore (ad es. una sigaretta, un filo in cortocircuito ) e la combustione persistente di biomassa dietro il fronte fiammeggiante degli incendi .

## Fondamenti

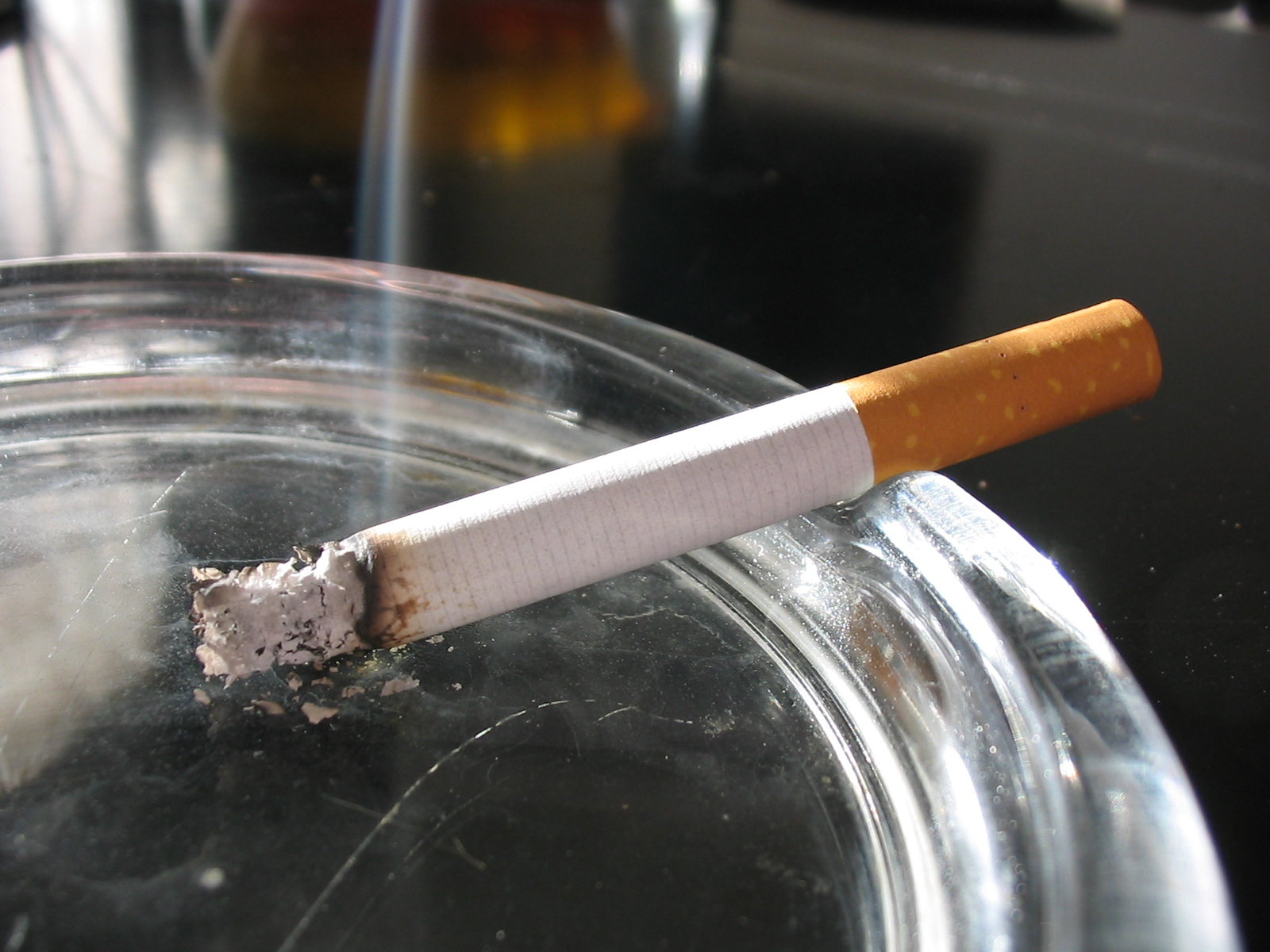
Una sigaretta fumante.

La differenza fondamentale tra la combustione lenta e quella fiammeggiante è che la combustione senza fiamma si verifica sulla superficie del solido piuttosto che nella fase gassosa. La combustione senza fiamma è un fenomeno superficiale ma può propagarsi all'interno di un combustibile poroso se è permeabile al flusso. La temperatura e il calore caratteristici rilasciati durante la combustione senza fiamma sono bassi rispetto a quelli della combustione alla fiamma. La combustione senza fiamma si propaga in modo strisciante, intorno a 0,1 mm/s (0,0039 in/s), che è circa dieci volte più lenta delle fiamme che si propagano su un solido. Nonostante le sue scarse caratteristiche di combustione, la combustione senza fiamma è un rischio di incendio significativo. La combustione senza fiamma emette gas tossici (ad es. monossido di carbonio ) con una resa maggiore rispetto agli incendi con fiamma e lascia una quantità significativa di residuo solido. I gas emessi sono infiammabili e potrebbero in seguito essere accesi nella fase gassosa, innescando il passaggio alla combustione con fiamma.

## Materiali a combustione lenta

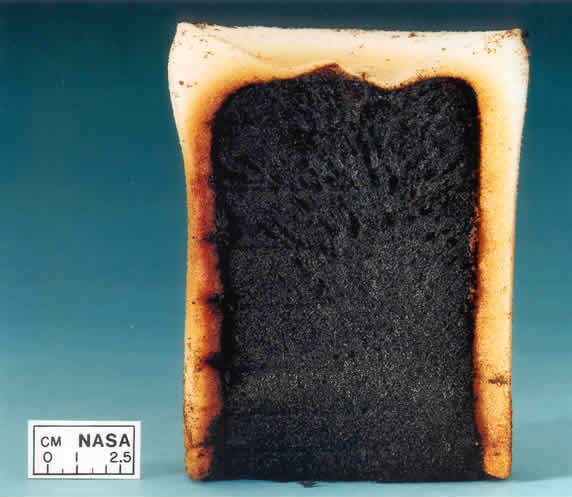
Campione di schiuma poliuretanica proveniente dagli esperimenti di combustione della NASA.

Molti materiali possono sostenere una combustione lenta, inclusi carbone, tabacco, legno in decomposizione e segatura, combustibili da biomassa sulla superficie della foresta e nel sottosuolo (torba), indumenti e spaghi di cotone e schiume polimeriche (p. es., tappezzeria). I combustibili fumanti sono generalmente porosi, permeabili al flusso e formati da aggregati (particolato, granuli, fibre o di struttura cellulare). Questi aggregati facilitano la reazione superficiale con l'ossigeno consentendo il flusso di gas attraverso il combustibile e fornendo un'ampia superficie per unità di volume. Fungono anche da isolamento termico, riducendo le dispersioni di calore. I materiali più studiati ad oggi sono la cellulosa e le schiume poliuretaniche.

## Minacce della combustione lenta
Le caratteristiche degli incendi senza fiamma li rendono una minaccia di nuove dimensioni, assumendo la forma di colossali incendi sotterranei o di silenziosi rischi per la sicurezza antincendio, come sintetizzato di seguito.

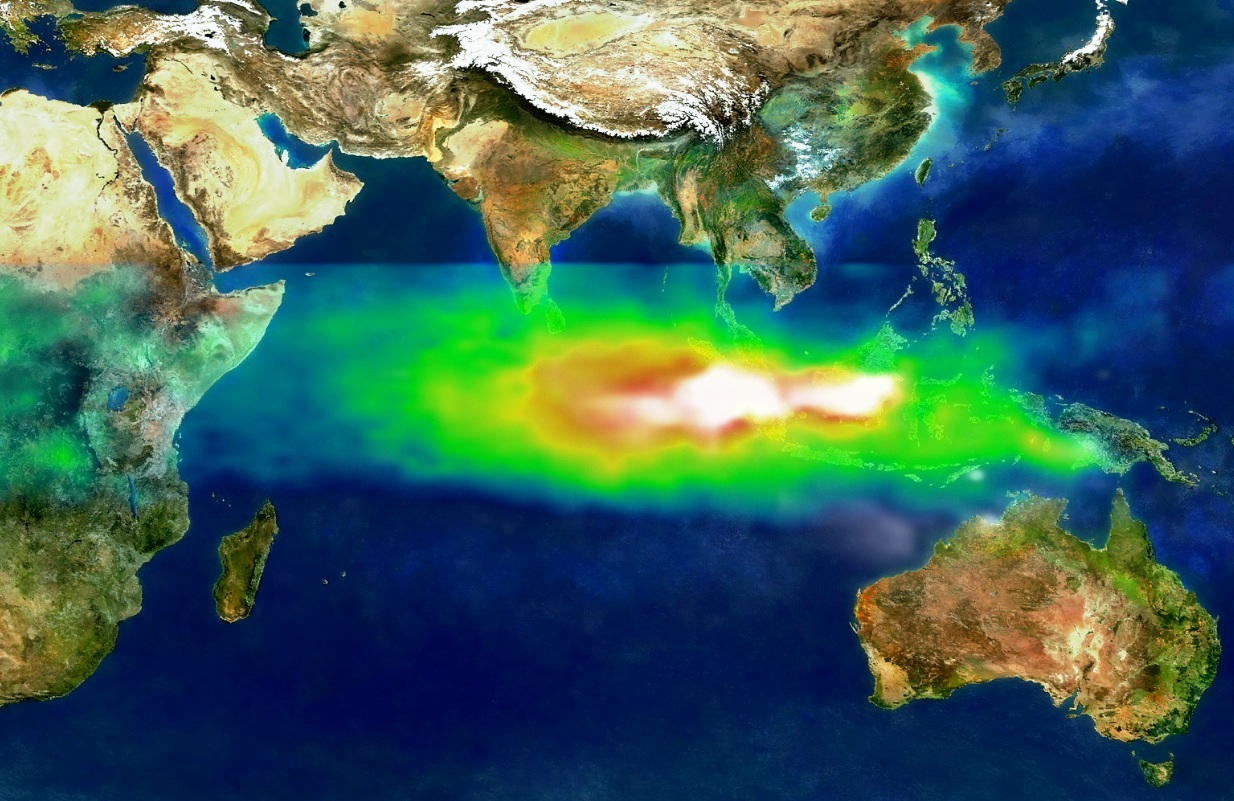
Fumo e inquinamento da incendi nel Borneo, 1997.

- Fumo e inquinamento da incendi nel Borneo, 1997. Sicurezza antincendio : i principali rischi posti dalla combustione senza fiamma derivano dal fatto che può essere facilmente innescata (da fonti di calore troppo deboli per accendere le fiamme) ed è difficile da rilevare. Le statistiche sugli incendi attirano l'attenzione sull'entità della combustione senza fiamma come la principale causa di morte per incendio nelle aree residenziali (più del 25% delle morti per incendio negli Stati Uniti sono attribuite a incendi provocati da combustione senza fiamma, con cifre simili in altri paesi sviluppati). Uno scenario di incendio particolarmente comune è una sigaretta che accende un mobile imbottito . Questa accensione porta a una combustione latente che si protrae per un lungo periodo di tempo (nell'ordine delle ore), propagandosi lentamente e silenziosamente fino al raggiungimento delle condizioni critiche e all'improvvisa esplosione delle fiamme;[4] le sigarette ignifughe sono state sviluppate per ridurre il rischio di incendio dovuto alla combustione senza fiamma. La combustione senza fiamma è anche un problema di sicurezza antincendio a bordo delle strutture spaziali (ad esempio, la Stazione spaziale internazionale), perché si ritiene che la microgravità promuova l'accensione e la propagazione della combustione senza fiamma.

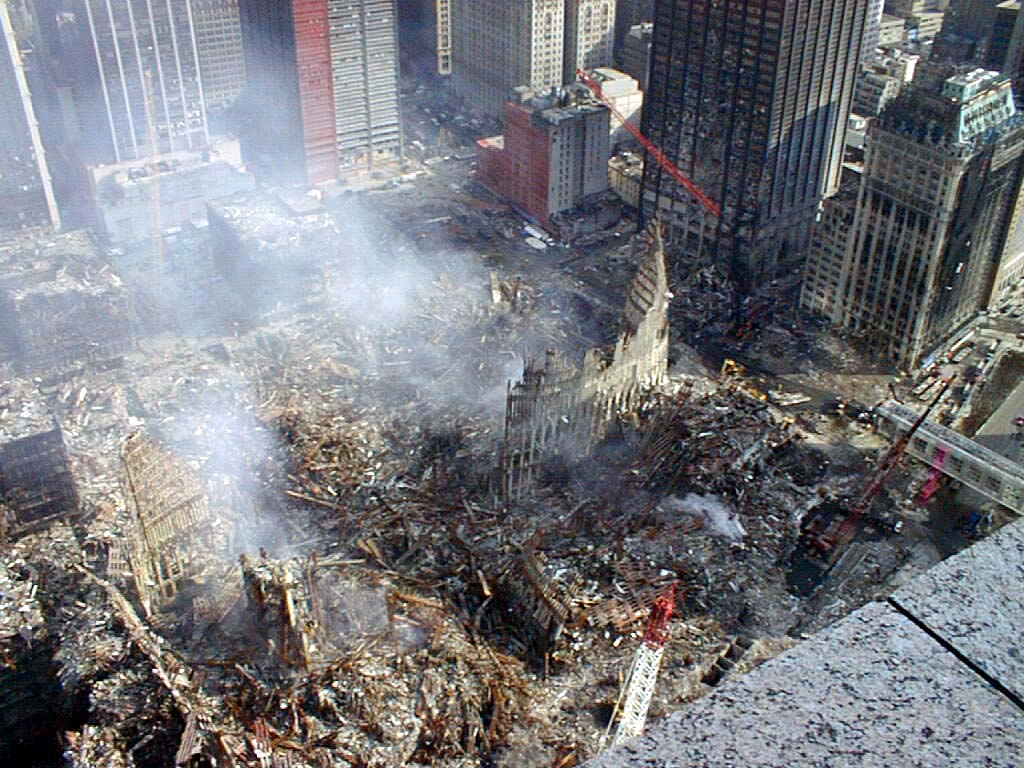
Il mucchio fumante di detriti dopo gli attacchi dell'11 settembre, Manhattan, New York.

- Il mucchio fumante di detriti dopo gli attacchi dell'11 settembre, Manhattan, New York. Incendi selvaggi: la combustione senza fiamma del suolo forestale non ha l'impatto visivo della combustione con fiamma; tuttavia, ha importanti conseguenze per l'ecosistema forestale . La combustione della biomassa può persistere per giorni o settimane dopo che l'incendio è cessato, provocando il consumo di grandi quantità di combustibili e diventando una fonte globale di emissioni nell'atmosfera.[5] La lenta propagazione porta a un riscaldamento prolungato[6] e potrebbe causare sterilizzazioni del terreno o l'uccisione di radici, semi e steli delle piante a livello del suolo.
- Incendi sotterranei: gli incendi che si verificano molti metri sotto la superficie sono un tipo di combustione latente dall'impatto molto rilevante. Gli incendi sotterranei nelle miniere di carbone, nelle torbiere e nelle discariche sono eventi rari, ma quando si verificano possono proseguire sotto la cenere per periodi di tempo molto lunghi (mesi o anni), emettendo enormi quantità di gas di combustione nell'atmosfera, causando il deterioramento della qualità dell'aria e conseguenti problemi di salute. Gli incendi più antichi e più grandi del mondo, che bruciano da secoli, sono incendi latenti. Questi sono alimentati dall'ossigeno nel flusso d'aria ridotto ma continuo attraverso reti di tubi naturali, strati fratturati, crepe, aperture o pozzi minerari abbandonati che consentono all'aria di circolare nel sottosuolo. Le ridotte perdite di calore e l'elevata inerzia termica del sottosuolo, insieme all'elevata disponibilità di combustibile, favoriscono una combustione senza fiamma a lungo termine e consentono una propagazione strisciante ma estesa. Questi incendi si rivelano difficili da rilevare e vanificano la maggior parte degli sforzi per estinguerli. I drammatici incendi delle torbiere del 1997 nel Borneo portato al riconoscimento degli incendi latenti nel sottosuolo come una minaccia globale con impatti economici, sociali ed ecologici significativi.[7] L'estate del 2006 ha visto la recrudescenza degli incendi di torba del Borneo.[8]
- Detriti del World Trade Center: dopo l'attacco, l'incendio e il successivo crollo delle Torri Gemelle l'11 settembre 2001, il colossale cumulo (1,8 milioni di tonnellate) di detriti lasciato sul sito ha bruciato senza fiamma per più di cinque mesi.[9] Ha resistito ai tentativi dei vigili del fuoco di estinguerlo fino a quando la maggior parte delle macerie non è stata rimossa. Gli effetti dei prodotti gassosi e aerosolizzati della combustione senza fiamma sulla salute dei soccorritori sono stati significativi.[10]

## Applicazioni vantaggiose
La combustione senza fiamma ha alcune applicazioni utili.
- Il biochar è il carbone prodotto dalla combustione e/o pirolisi della biomassa. Ha il potenziale per essere una soluzione a breve termine per abbassare le concentrazioni di CO2 nell'atmosfera. Il carbone è un solido stabile e ricco di contenuto di carbonio, quindi potrebbe essere utilizzato per bloccare il carbonio nel suolo. La naturale decomposizione e combustione di alberi e rifiuti agricoli contribuisce con una grande quantità di CO2 rilasciata nell'atmosfera. Il biochar potrebbe essere utilizzato per immagazzinare parte di questo contenuto di carbonio nel terreno, mentre la sua presenza nel terreno aumenta la produttività del suolo. Il Biochar ha applicazioni carbon negative per la produzione di energia.
- Nella gestione degli incendi, il fuoco prescritto senza fiamma può essere utilizzato per ridurre gli strati poco profondi di combustibili naturali a una velocità di propagazione lenta.[11] Questi fuochi hanno due vantaggi se tenuti in strati molto poco profondi: sono facili da controllare e provocano pochi danni al bosco
- La combustione senza fiamma degli pneumatici produce contemporaneamente catrame ed energia, favorendo il riciclaggio degli pneumatici.
- La combustione in situ dei siti petroliferi è sempre più utilizzata per il recupero del petrolio quando i metodi di estrazione tradizionali si rivelano inefficienti o troppo costosi.
- La combustione lenta in situ viene esplorata come una nuova tecnologia di bonifica per la contaminazione del suolo .[12]